# Alice's Wonderland
Alice's Wonderland er en amerikansk kort stumfilm fra 1923 af instrueret af Walt Disney og produceret i Kansas City i Missouri af Laugh-O-Gram Studio. Den ca. 12 minutter lange film er den første film i Walt Disneys filmserie Alice Comedies, som Walt Disney instruerede ved Laugh-O-Gram Studios, da han var ca. 22 år gammel. Alice's Wonderland kombinerer live-action med tegnefilm. Filmserien Alice Comedies var det sidste Laugh-O-Gram producerede, inden selskabet måtte lukke, hvorefter Walt Disney tog til Los Angeles og etablerede sin filmkarriere der.
Filmens arbejdstitel var Alice in Slumberland (da.: ~ Alice i soveland). Filmen blev aldrig vist i biografer, men vist til potentielle filmdistributører.

## Handling
Den lille pige Alice (spillet af Virginia Davis) besøger Laugh-O-Gram Studio, hvor animatorerne (inklusive Walt Disney) viser hende forskellige scener på deres tegnebrætter. Et par af dem: en kat, der danser til et katteorkester; en mus, der prikker til en kat, indtil den bevæger sig; et par mus bokser, mens animatorerne stimler rundt og hepper og optræder som sekundanter. Den nat drømmer hun om at tage et tog til tegneserieland, hvor der venter en reception på den røde løber. Hun optræder i live action. De har en indbydende parade, hvor Alice rider på en elefant. De tegnede figurer danser for hende, og hun danser for dem. I mellemtiden bryder løver ud af zoologisk have. Løverne jager hende ind i et hult træ, derefter ind i en hule og ned i et kaninhul. Til sidst hopper hun ud fra en klippe og vågner tilbage i sin seng. Alice bliver vækket af sin mor, og Alice fortæller sin mor om sin mærkelige drøm...

## Medvirkende
- Virginia Davis
- Walt Disney
- Ub Iwerks
- Rudolf Ising
- Hugh Harman
- Margaret Davis

## Distribution
Filmen indgår i serien Alice Comedies, der blev benyttet af Laugh-O-Gram Studio og Walt Disney til demonstration af mediets muligheder og for at skaffe studiet distributører. Filmen blev således ikke vist offentligt, da den blev produceret.
Filmen blev udgivet til publikum den 6. december 2005 af Walt Disney Pictures som en del af serien Walt Disney Treasures: Disney Rarities - Celebrated Shorts: 1920s–1960s. Den indgår også som bonusmateriale i en "Special Un-Anniversary Edition" af filmen Alice in Wonderland fra 1951.